# Antonio Ciliberti
Antonio Ciliberti (* 31. Januar 1935 in San Lorenzo del Vallo, Provinz Cosenza, Italien; † 1. April 2017) war ein italienischer Geistlicher und römisch-katholischer Erzbischof von Catanzaro-Squillace.

## Leben
Antonio Ciliberti empfing am 12. Juli 1959 die Priesterweihe für das Erzbistum Rossano-Cariati.
Papst Johannes Paul II. ernannte ihn am 7. Dezember 1988 zum Bischof von Locri-Gerace-Santa Maria di Polsi. Die Bischofsweihe spendete ihm der Erzbischof von Rossano e Cariati, Serafino Sprovieri, am 28. Januar 1989; Mitkonsekratoren waren Giuseppe Agostino, Erzbischof von Crotone-Santa Severina, und Antonio Cantisani, Erzbischof von Catanzaro-Squillace.
Am 6. Mai 1993 berief ihn Johannes Paul II. zum Erzbischof von Matera-Irsina und am 31. Januar 2003 zum Erzbischof von Catanzaro-Squillace; die feierliche Amtseinführung (Inthronisation) fand am 5. April desselben Jahres statt.
Am 25. März 2011 nahm Papst Benedikt XVI. sein altersbedingtes Rücktrittsgesuch an.